# غافلة جا (قيلاب)
غافلة جا (بالفارسية: غافله‌جا) هي قرية تقع في قسم قيلاب الريفي، بمقاطعة أنديمشك التابعة لمحافظة خوزستان، إيران.